# 河西歩果
河西 歩果（かわにし ほのか、1996年7月1日 - ）は、日本のタレント、元フィギュアスケート選手。かつてセント・フォースに所属していた。

## 略歴
山梨県出身。市川三郷町立三珠中学校、山梨学院高等学校、中央大学法学部卒業。血液型はB型。身長160cm。
5歳のときにスケートを始め、2010年全日本フィギュアスケートジュニア選手権で10位。2012年関東フィギュアスケート選手権ジュニア大会で優勝。そして高校3年時には2015年全国高校総体フィギュアスケート団体で準優勝など、フィギュアスケートで数々の実績を残した。一時は世界を目指したものの、2015年3月の石丸午郎杯 第69回 山梨県フィギュアスケート選手権大会をもって引退した。
大学への進学後には伝える側を目指し、ミスキャンパスに出場。OASIS Campus Collection 2015ではグランプリに、2015年度ミス中央大学ではファイナリストになるなどの活躍により、セント・フォースからスカウトされる。スカウト後、傘下のスプラウト所属を経てセント・フォース所属となる。

## 人物
特技は前述のようにフィギュアスケート。バッジテストは7級。小学生相手のコーチ経験があり、自身もトリプルサルコウを出せる技術を持つ。このほか、スキー、バレエ、ピアノも特技に挙げている。
趣味はスキューバダイビング（ライセンス取得済み）、ヨガ（インストラクター2級資格あり）、海外旅行。

## 出演

### テレビ番組
- 紺野、今から踊るってよ（2015年10月15日、テレビ東京） - 少女時代「Oh!」を氷の上で踊ってみた
- ユーリ!!! on ICE（2016年、テレビ朝日） - ユーリ・プリセツキー演技モデル
- 週刊スカパラニュース（2016年4月22日 - 2016年9月30日、スカパー!） - 週替わりアシスタント
- KUNOICHI2017（2017年2月12日・7月2日、TBS） - リポーター（2月12日放送分）、選手として出場（7月2日放送分）
- フィギュアスケートグランプリシリーズ世界一決定戦2017（2017年10月20日、テレビ朝日） - インタビュアー[7]
- 全日本フィギュアスケート選手権（2017年12月21日 - 23日、フジテレビ） - インタビュアー
- 知られざるガリバー〜消費者の知らないエクセレントカンパニー〜（2018年4月 - 、テレビ東京） - リポーター
- news zero（2018年10月4日 - 2020年9月25日、日本テレビ） - カルチャー＆お天気キャスター（木曜・金曜担当 ）、フィギュアスケートの解説も兼務している。

### テレビドラマ
- 天才バカボン2（2017年1月6日、日本テレビ） - フィギュアスケート参加選手 役

### ラジオ番組
- gee up sprout（2016年 - 2018年、FM Salus/イッツコムチャンネル） - 週替わりパーソナリティ（不定期出演）

### ネット配信番組
- 織田信成のフィギュアベマ!!!（2016年10月15日、AbemaTV） - アシスタントMC
- フィギュアベマ2〜世界フィギュアスケート国別対抗戦直前スペシャル〜（2017年4月16日、AbemaTV）[8] - アシスタントMC
- フィギュアベマ!!!3（2017年10月20日、AbemaTV）[7][9] - アシスタントMC
- 柴田阿弥の金曜 The NIGHT（2018年4月28日、AbemaTV） - 中野瑞希、渡辺瑠海とともにチーム柴田として出演。
- 織田信成のフィギュアベマ!!!!4〜GPシリーズ開幕前週スペシャル（2018年10月14日、AbemaTV）[10]
- フィギュアGPシリーズ世界一決定戦2018 アメリカ大会（2018年10月21日[11][12] - 22日[13]、AbemaTV） - 実況解説
- フィギュアGPシリーズ世界一決定戦2018 フランス大会（2018年11月23日 - 、AbemaTV）

## 作品

### 写真集
- plumeria（2019年7月1日、東京ニュース通信社、撮影：佐藤佑一）ISBN 978-4863369290

### その他
- セントフォース×ベビースターラーメン「恋（濃い）するチキン味（てりやき風味）」コレクションシール（2016年8月、おやつカンパニー） - 宇賀神メグとのカップリング